# Necochea
Necochea ist eine Stadt im Osten Argentiniens und Hauptort des gleichnamigen Partido Necochea. Sie liegt im Süden der Provinz Buenos Aires an der Atlantikküste und ist sowohl Hafenstadt als auch ein bedeutender Badeort. Die Einwohnerzahl beträgt 89.096 (2001, INDEC).

## Lage
Die Stadt liegt an der Mündung des Río Quequén Grande in den Atlantik. Das Umland gehört zur Pampa-Ebene und wird landwirtschaftlich genutzt. Necochea hat ein gemäßigtes und relativ windiges Klima, mit warmen Sommern und milden Wintern sowie Niederschlägen das ganze Jahr über.
Die Stadt besteht aus zwei Teilen: dem eigentlichen Necochea westlich des Río Quequén Grande, und dem früher unabhängigen Quequén östlich des Flusses, das heute in die Stadt eingemeindet wurde.

## Geschichte
Der Ursprung der Stadt liegt in einem kleinen Fischerhafen, der 1870 errichtet wurde. Die eigentliche Stadt wurde 1881 von Angel Murga gegründet. Schon von Anfang an wurde versucht, am Río Quequén Grande einen Exporthafen aufzubauen. Dieses Vorhaben wurde erst 1911 von Erfolg gekrönt, da erst in diesem Jahr eine Eisenbahnverbindung zum Hafen von Quequén gebaut wurde. In den 1930er-Jahren wurde westlich der Stadt das Badezentrum errichtet, das sich in den folgenden Jahrzehnten zum zweitbedeutendsten Touristenzentrum nach Mar del Plata entwickelte. In den 1970er-Jahren wurde das Badezentrum grundlegend erneuert, es wurden unter anderem ein Kasino, eine Strandpromenade und mehrere Hochhäuser gebaut.

## Sehenswürdigkeiten
Die Stadt besitzt keine bedeutenden architektonischen Sehenswürdigkeiten. Die größte Attraktion ist der Parque Miguel Lillo, ein Pinienwald westlich des Badezentrums des Ortes, der weitgehend naturnah angelegt wurde. Von der Natur her ist neben den Stränden nahe dem Badezentrum und den Stränden von Quequén, die ein riesiges Schiffswrack ziert, der Strand Las Grutas fünf Kilometer westlich des Badezentrums attraktiv.

## Wirtschaft
Necocheas Wirtschaft ist vom Dienstleistungssektor geprägt. Die Industrie spielt trotz der zwei Industrieparks nur eine untergeordnete Rolle, wichtiger sind der Hafen und der Tourismus, der seit den 1970er-Jahren die Haupteinnahmequelle der Stadt bildet. Etwa 700.000 Touristen besuchen die Stadt pro Saison.

## Persönlichkeiten
- Horacio Herrero (* 1920), Fußballspieler
- Rómulo García (1927–2005), Geistlicher
- Julieta Eugenio (* 1990), Jazzmusikerin